# Rasmus Højgaard
Rasmus Højgaard (Aarhus, 12 marzo 2001) è un golfista danese.

## Biografia
Ha un fratello gemello, Nicolai Højgaard, anch'egli golfista professionista ed insieme hanno vinto il Trofeo Eisenhower nel 2018.

## Carriera
Professionista dal 2019, gioca all'interno del European Tour  ed inizialmente ha disputato diversi tornei della Nordic Golf League finendo secondo al Challenge de Espana, terminando 21º nell'Ordine di merito e mancando l'accesso al tour europeo.
Nel dicembre 2019 ha vinto il primo torneo dell'European Tour, l'AfrAsia Bank Mauritius Open, divenendo il primo golfista nato negli anni 2000 a vincere un torneo ed il terzo golfista più giovane (18 anni e 271 giorni) a vincere nel Tour dietro solo a Matteo Manassero (17 anni e 188 giorni) e a Danny Lee (18 e 213 giorni).
Dopo aver vinto altri tre tornei tra il 2020 ed il 2023, il 15 settembre 2024 ha conquistato l'Irish Open con nove colpi sotto il par ed un colpo di vantaggio su Rory McIlroy.

## Vittorie professionali (5)

### Vittorie European Tour (5)
| Legenda                 |
| Tornei Major (0)        |
| Tornei Rolex Series (0) |
| Tour Championships (0)  |
| Altri European Tour (5) |

| No. | Data              | Torneo                       | Punteggio di vittoria | To par | Margine | Secondo                         |
| --- | ----------------- | ---------------------------- | --------------------- | ------ | ------- | ------------------------------- |
| 1   | 8 dicembre 2019   | AfrAsia Bank Mauritius Open1 | (66-69-66-68=269)     | -19    | Playoff | Renato Paratore, Antoine Rozner |
| 2   | 30 agosto 2020    | ISPS Handa UK Championship   | (73-69-67-65=274)     | -14    | Playoff | Justin Walters                  |
| 3   | 29 Aug 2021       | Omega European Masters       | (68-66-70-63=267)     | -13    | 1 colpo | Bernd Wiesberger                |
| 4   | 9 luglio 2023     | Made in HimmerLand           | (68-70-65-64=267)     | -13    | Playoff | Nacho Elvira                    |
| 5   | 15 settembre 2024 | Amgen Irish Open             | (71-68-71-65=275)     | -9     | 1 colpo | Rory McIlroy                    |

European Tour playoff record (3–0)
| No. | Year | Tournament                  | Opponent(s)                     | Result                                    |
| --- | ---- | --------------------------- | ------------------------------- | ----------------------------------------- |
| 1   | 2019 | AfrAsia Bank Mauritius Open | Renato Paratore, Antoine Rozner | Vince con un eagle alla prima extra buca. |
| 2   | 2020 | ISPS Handa UK Championship  | Justin Walters                  | Vince con un par alla prima extra buca.   |
| 3   | 2023 | Made in HimmerLand          | Nacho Elvira                    | Vince con un par alla sesta extra buca.   |